# Clavicollis anomalus
Clavicollis anomalus es una especie de coleóptero de la familia Anthicidae.

## Distribución geográfica
Habita en Sichuan y Chengdu (China).